# Docimodus
Docimodus – rodzaj słodkowodnych ryb okoniokształtnych z rodziny pielęgnicowatych (Cichlidae).

## Występowanie
Gatunki endemiczne jeziora Malawi w Afryce.

## Klasyfikacja
Gatunki zaliczane do tego rodzaju:
- Docimodus evelynae
- Docimodus johnstoni

Gatunkiem typowym jest Docimodus johnstoni.